# Beitbridge Bulawayo Railway
La Beitbridge Bulawayo Railway (BBR) è una compagnia ferroviaria privata con sede in Zimbabwe, fondata il 15 luglio 1999, che collega Beitbridge, presso il confine del Sudafrica, con Bulawayo, la seconda città per importanza dello Zimbabwe.
La linea collega le due città in soli 317 km, tagliando fuori dal percorso il Botswana. Prima dell'inaugurazione il collegamento era effettuato solo tramite le Botswana Railways, che percorrevano una tratta di oltre 200 km più lunga. La linea svolge principalmente traffico merci.
La concessione della Beitbridge Bulawayo Railway scadrà nel 2029, e la linea entrerà a far parte delle National Railways of Zimbabwe senza costi addizionali per la compagnia nazionale. L'apertura della linea ha decimato il volume d'affari delle Botswana Railways, che hanno visto il traffico merci legato allo Zimbabwe crollare da 90 a 10 000 tonnellate anno